# Gottfried Klier
Gottfried Klier (* 1949 in Zittau) ist ein deutscher Musiker (Saxophon) und Komponist.

## Leben und Wirken
Klier wurde als Sohn einer aus Karlsbad stammenden Flüchtlingsfamilie geboren, wo sein älterer Bruder, der Regisseur Michael Klier, geboren worden war. Er studierte Musik in Berlin und arbeitete als Musiker in verschiedenen Bands, Jazzformationen und Projekten, so 1978/79 in der DDR-Bluesrockband Engerling, dem MAGO Saxophon-Trio, ferner mit Stephan Krawczyk (Wie geht‘s, 1989) und mit Marion Schwarzwälder; außerdem war er als Dozent an Musikhochschulen tätig. 1989 gewann er den 1. Preis beim Wettbewerb „Neue Tafelmusik“ und den Förderpreis beim deutschen Filmmusik-Wettbewerb in Berlin. Er komponierte Musik für verschiedene Besetzungen und Genres.
Seine Tochter ist die Fotografin und frühere Kinderdarstellerin Nadja Klier (* 1973), das Kind aus seiner Ehe mit Freya Klier.